# Filip Fridolfsson
Filip William Fridolfsson, född 24 december 1923 i Sorsele, död 11 december 2010 i Oscars församling i Stockholm, var en svensk fabrikör och politiker i Moderata samlingspartiet. Fridolfsson var från 1965 ledamot av riksdagens andra kammare, där han representerade Moderaterna i Stockholms kommuns valkrets. Han var också riksdagsledamot efter enkammarriksdagens införande 1970.
Efter studier vid Bar-Lock-institutet blev han delägare och direktör i det företag som fadern startade. Han var gift med en dotter till Lewi Pethrus.